# Holopogon vockerothi
Holopogon vockerothi är en tvåvingeart som beskrevs av Martin 1959. Holopogon vockerothi ingår i släktet Holopogon och familjen rovflugor. Inga underarter finns listade i Catalogue of Life.